# Канаранг
Канаранг (персијски: کنارنگ‎) је била јединствена титула у сасанидској војсци, додељена заповеднику североисточне пограничне покрајине Сасанидског царства, Абаршахру (који обухвата градове Тус, Нишапур и Абивард). У византијским изворима се приказује као канарангес (грчки: χαναραγγης) и често се користи, на пример, Прокопије, уместо стварног имена власника.
Титула је коришћена уместо конвенционалнијег марзбана, коју су носили остали персијски погранични чувари. Као и други марзбан, положај је био наследан. Прва породилаца која је поседовала ово звање (породица Канарангијан) забележена је за време владавине Јездигерда I (владао 399–421), али је пореклом потицала од неке пред-сасанидске, највероватније партске, династије. Они су уживали велики углед и велики ауторитет у североисточним пограничним државама Сасанидског царства, што се одражавало и на њихов прослављени опис у Шахнамеху великог персијског песника Фердовсија.
Породица је била активна до самог краја Сасанидског царства. Човек зван Канара познат из арапских извора командовао је персијском лаком коњицом у одлучујућој бици код Кадисије, а извештава се да се његов син, Шахријар бин Канара, жестоко се борио пре него што је убијен. Породица је касније забележена као помагач у муслиманском освајању Хорасана од Абд Алаха ибн Амира и награђена је правом да покрајину Тус и половину провинције Нишапур држи под својом контролом.

## Списак носилаца звања
- Гушнаспдад започео 484–488[5]
- Адургунбад 488–541[6]
- Бахрам од 541[7]
- Канадбак 628-652